# Nibylis Darwina
Nibylis Darwina, lis Darwina (Lycalopex fulvipes) – gatunek drapieżnego ssaka z rodziny psowatych (Canidae). Najmniejszy przedstawiciel nibylisów zamieszkujących Amerykę Południową. Występuje w dwóch izolowanych populacjach − w Parku Narodowym Nahuelbuta (region Araukanii, na południu Chile) i na wyspie Chiloé.

## Wygląd
Nibylis Darwina został opisany po raz pierwszy, gdy w roku 1834 okręt HMS Beagle — pływająca jednostka badawcza — dobił do brzegu wyspy Chiloé.
Nibylis Darwina od lisa kontynentalnego różni się tym, że ma szerszą głowę, krótsze kończyny i ciemniejsze futro. Jak podaje Darwin, zwierzę siedziało na skałach i obserwowało marynarzy.

### Pokrewieństwo
Darwin doszedł do wniosku, że ma do czynienia z nowym gatunkiem, a jego przypuszczenia zostały potwierdzone przez badania DNA z 1996 roku. Naukowcy ustalili, że nibylisy są jeszcze bliższe genetycznie wilkom i szakalom, niż wcześniej sądzono i tylko z wyglądu przypominają lisy. Nie są też podgatunkiem, lecz mają wspólnego przodka z kontynentalnym nibylisem argentyńskim: oba gatunki powstały mniej więcej dwieście siedemdziesiąt pięć tysięcy lat temu.

## Etymologia
Nazwa rodzajowa: gr. λυκος lukos „wilk”; αλωπηξ alōpēx, αλωπεκος alōpekos „lis”. Epitet gatunkowy: łac. fulvus „brązowy, brunatny”; pes, pedis „stopa”, od gr. πους pous, ποδος podos „stopa”.

## Ochrona i przystosowanie
Przedstawicieli gatunku zostało bardzo niewielu. Zgodnie z najnowszymi szacunkami na wyspie żyje 412 osobników, a na kontynencie żyje 227, czyli w sumie 639 zwierząt.
W Czerwonej księdze gatunków zagrożonych Międzynarodowej Unii Ochrony Przyrody i Jej Zasobów został początkowo zaliczony do kategorii CR (krytycznie zagrożony), a w 2016 roku jego status zmieniono na EN (zagrożony).
Gatunek ten jest objęty konwencją waszyngtońską CITES (załącznik II).